# Stabat Mater (Rossini)
Das Stabat Mater von Gioachino Rossini ist eine seiner wenigen geistlichen Kompositionen.
Rossini hatte den Auftrag zur Vertonung des Stabat-Mater-Textes 1831 von dem spanischen Staatsrat und Theologen Manuel Fernández Varela (1772–1834) erhalten. Da Rossini während der Komposition erkrankte, der Auftraggeber aber auf der Fertigstellung des Werkes beharrte, bat Rossini seinen Schüler Giovanni Tadolini (1793–1872), einige noch fehlende Nummern zu ergänzen. Diese Mischfassung wurde am Karfreitag, den 5. April 1833, im Convento de San Felipe el Real in Madrid uraufgeführt. Fernández Varela erfuhr nie, dass das Werk, das er hörte, nicht vollständig Rossinis Feder entstammte.
Nach Fernández Varelas Tod widmete sich Rossini irgendwann zwischen 1838 und 1841 wieder dem Werk und ersetzte die Teile Tadolinis durch neu komponierte, eigene Beiträge. Diese revidierte Version wurde erstmals am 7. Januar 1842 im Théâtre-Italien in Paris dargeboten. Die Gesangssolisten waren Giulia Grisi, Emma Albertazzi, der Tenor Mario und Antonio Tamburini. Die italienischen Erstaufführungen in Bologna (18., 19. und 20. März 1842) dirigierte auf Rossinis eigenen Wunsch sein jüngerer Kollege Gaetano Donizetti.

## Musikalische Struktur
Das Stabat Mater ist in zehn Sätze untergliedert:
1. Introduzione, Coro e Solisti – Stabat Mater dolorosa
2. Aria per Tenore – Cuius animam
3. Duetto per Soprano e Mezzosoprano – Quis est homo
4. Aria per Basso – Pro peccatis
5. Recitativo per Basso e Coro – Eia, Mater
6. Quartetto, Solisti – Sancta Mater
7. Cavatina per Mezzosoprano – Fac ut portem
8. Aria per Soprano e Coro – Inflammatus et accensus
9. Quartetto, Solisti – Quando corpus
10. Finale, Coro – Amen, in sempiterna